# Власовський Іван Федорович
Іван Федорович Власовський (8 серпня 1883, с. Вільшанка, зараз смт Вільшани, Дергачівського району Харківської області — 10 жовтня 1969, м. Торонто, Канада) — український церковний та громадський діяч, член Товариства імені Петра Могили в Луцьку, член комісії з перекладу богослужбових книг, учасник українізації православного церковного життя на Волині 20-30-х рр. Церковний історик.

## Біографія
Іван Федорович Власовський народився 28 серпня 1883 року в сім'ї псаломщика (згодом диякона) Покровської церкви Федора і Марфи у с. Вільшанка Харківської губернії.
Навчався в духовній школі та духовній семінарії в Харкові. З 1904-го вчився в Київській Духовній Академії, де завершив навчання написанням наукової праці, відзначеної премією Митрополита Макарія. В 1908 році закінчив Академію, здобувши вищу богословську освіту.
Свою педагогічну діяльність розпочав у вересні 1909 року вчителем приватної школи I розряду в місті Лохвиці на Полтавщині. Пізніше, в 1909—1910 роках працював на посаді вчителя Золотоношівської чоловічої гімназії. З 14 серпня 1914 року переведений на посаду інспектора Конотопської чоловічої гімназії. З 1917 року — директор цього навчального закладу. За Наказом Міністерства народної освіти від 13 вересня 1918 № 146 був призначений директором Луцької державної чоловічої гімназії. На цій посаді, спочатку чоловічої, пізніше коедукаційної гімназії перебував до 1 вересня 1926 року. В 1920—1925 роках Іван Федорович був концесіонером названої гімназії як уже приватної за часів польської влади.
Обіймаючи посаду директора гімназії, він наполегливо почав українізацію навчального закладу (гімназія працювала в Луцьку з 1895 року). Переведення навчання в гімназії на українську мову йшло поступово, оскільки не вистачало підручників та вчителів відповідної кваліфікації. Сам Іван Власовський викладав українську мову, літературу, філософську пропедевтику, друкуючи в різних виданнях статті про Т. Г. Шевченка, П. Куліша, Лесю Українку, М. Коцюбинського, І. Франка, І. Нечуя-Левицького. Луцька Українська гімназія у 20-х роках XX століття стала центром національного культурно-освітнього життя краю.
Іван Власовський вів активне громадське життя, був членом «Просвіти»; часто виступав перед волинянами з лекціями та рефератами. Був організатором Шевченківських урочистостей у Луцьку в 1922—1928 роках. Разом з Арсеном Річинським виступив ініціатором скликання в Луцьку 5-6 червня 1927 року Загально-Волинського Православного з'їзду, який висловився за українізацію православної церкви в Польщі. Видавав церковно-громадський часопис «Рідна церква».
17 жовтня 1933 року в Луцьку представники українських організацій Волині утворили Волинський громадський комітет допомоги голодуючим у Радянській Україні (ВГКДГУ). Очолив комітет сенатор Микола Маслов, заступниками стали інженер Сергій Тимошенко та професор Іван Власовський.
В 1935-38 роки редактор журналу «Церква і народ»; один з організаторів луцької «Просвіти». Не раз був ув'язнений польською владою.
У 1944 році Іван Власовський емігрував спочатку в Прагу, де працював у бібліотеках, збирав джерельні матеріали до найголовнішої праці свого життя «Нарису історії Української Православної Церкви». В 1944—1948 роках перебував в Німеччині, де вів активне просвітницьке життя, став Директором Канцелярії Священного синоду, Директором Богословського інституту. В 1948 Іван Власовський виїхав у Канаду, викладав богословські науки і українську мову в Колегії Св. Андрія Первозваного, редагував журнал «Церква і народ». У 1948-50-х роках проживав в Торонто, попри важкі побутові умови, просвітницької діяльності не залишив. Друкував статті в часописах «Українське Православне Слово», «Рідна церква», «В обороні віри». Протягом 1955—1966 років вийшло друком чотиритомне у п'яти книгах його видання «Нарису історії Української Православної Церкви».
10 жовтня 1969 року Іван Власовський помер. Похований на кладовищі «Проспект» в м. Торонто.

## Праці
- «Канонічні й історичні підстави для автокефалії Української Православної Церкви» (1948),
- «Нарис історії Української Православної Церкви» (1955-56).
- Власовський І. Києво-Печерська Лавра та її історичне значення / І. Власовський. — Торонто, 1966. — 42 с.
- Власовський І. Луцька «Просвіта» / І. Власовський. — Львів, 1928. — 70 с.
- Власовський І. Нарис історії Української Православної Церкви. [Архівовано 29 січня 2021 у Wayback Machine.] — репринт. вид. / І. Власовський. — К., 1998. — Т. 1-4.
- Власовський І. Безбожництво та причини його зросту в сучасному світі / І. Власовський // В обороні віри. — Торонто, 1957. — Ч. ІІІ. — С. 30—61.
- Власовський І. Берестейська церковна унія 1596 року / І. Власовський // В обороні віри. — Торонто, 1955. — Ч. І. — С. 5—47.
- Власовський І. Видання журналу УАПЦ «Церква і життя» / І. Власовський // В обороні віри. — Торонто, 1959. — Ч. IV. — С. 57—66.
- Власовський І. Християнське життя та його характер в Україні XVII століття / І. Власовський // В обороні віри. — Торонто, 1956. — Ч. ІІ. — С. 7—36.

В 1974 році вийшло друком видання Українського православного братства Св. Володимира «І. Власовський. Пропам'ятна книга».